# AB Pictoris b
AB Pictoris b est un objet substellaire identifié en 2005 à proximité de l'étoile AB Pictoris, située à environ 148 années-lumière (45 pc) du Soleil dans la constellation du Peintre. Animés du même mouvement propre, ces deux objets seraient gravitationnellement liés et constitueraient un système planétaire.

## Propriétés physiques et orbitales
La masse de cet objet a été évaluée entre 13 et 14 masses joviennes, correspondant précisément à la masse critique permettant la fusion du deutérium au cœur de l'astre, de sorte qu'on ignore si l'on est en présence d'une planète géante gazeuse ou d'une étoile naine brune. Estimée à l'aide de modèles décrivant l'évolution de tels astres, cette masse est de surcroît assez peu précise compte tenu du jeune âge de ce système — de 30 à 40 millions d'années environ — et des masses allant de 11 à 70 masses joviennes ont été publiées.
Aucun paramètre orbital d'AB Pic b n'est connu à ce jour. Seule la séparation angulaire observée permet de déduire une distance projetée d'environ 275 UA par rapport à l'étoile. Avec un type spectral situé entre L0V et L3V, la température de ce corps serait comprise entre 1 600 et 2 400 K.